# Вязовик
Вязовик — село в Ливенском районе Орловской области России.
Входит в состав Сосновского сельского поселения.

## География
Находится на левом берегу реки Сосна и на западе граничит с деревней Важжова.

### Улицы
- ул. Лесная
- ул. Новая
- ул. Сиреневая
- ул. Центральная

## Население
| 2002 | 2010 |
| ---- | ---- |
| 127  | ↘125 |

## Инфраструктура
Личное подсобное хозяйство с зоной сельскохозяйственного использования, индивидуальная застройка усадебного типа.
Основа экономики — сельское хозяйство.

## Достопримечательности
- В селе имеется воинское захоронение ВМЦ 57-314/2014 советских воинов, погибших в годы Великой Отечественной войны[3].
- Также в селе Вязовик находится поселение эпохи бронзы: 4 километра к югу — юго-западу от деревни, один километр к северо-востоку от села Старый Тим, склон левого берега реки Сосна, у начала излучины. Размеры поселения: около 150 на 80 метров, высота над рекой — 11-16 метров. Культурный слой 30-40 сантиметров. Обнаружены керамика лепная толстостенная с грубо заглаженной поверхностью, предположительно позднего бронзового века[4].